# باتريك سوتر
باتريك سوتر هو لاعب كرة قدم سويسري، ولد في 18 يناير 1999.

## وصلات خارجية
- باتريك سوتر على موقع قاعدة بيانات كرة القدم.إي يو (الإنجليزية)
- باتريك سوتر على موقع Soccerway.com (الإنجليزية)
- باتريك سوتر على موقع عالم كرة القدم.نت (الإنجليزية)